# Stofjas

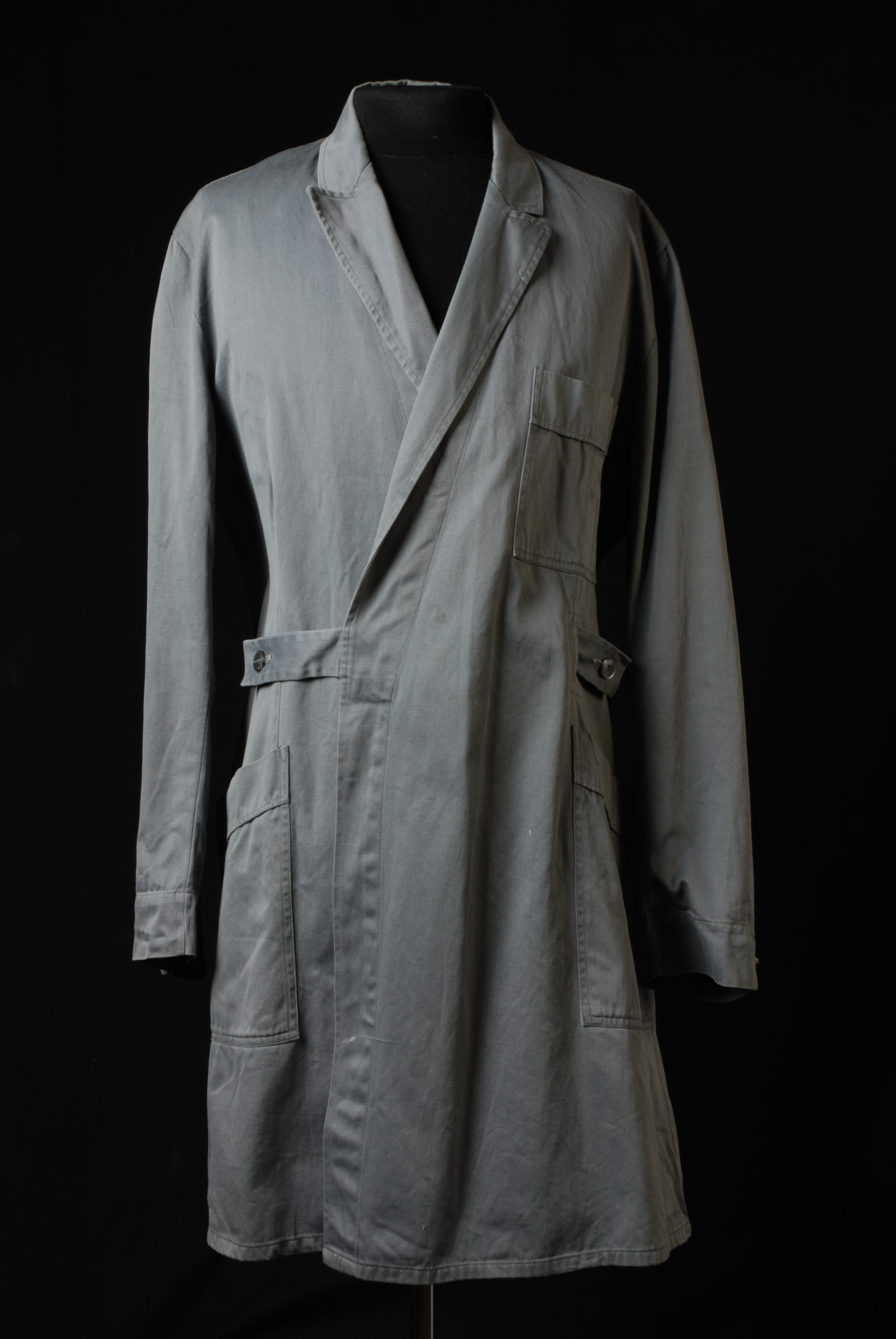
Stofjas

Een stofjas is een halflange jas die over de dagelijkse kleding gedragen wordt om deze te beschermen tegen vuil en beschadigingen.
Stofjassen zijn meestal bruin, grijs of blauw van kleur en gemaakt van dikke slijtvaste stof. Ze worden gedragen door werknemers die licht technisch handwerk verrichten, bijvoorbeeld magazijnmedewerkers, conciërges en installatiemonteurs.
Een stofjas biedt minder bescherming dan een overall, maar heeft als voordeel dat hij gemakkelijker aan- en uitgetrokken kan worden.

## Trivia
- Vanwege zijn saaie imago verkreeg de Nederlandse politicus Bert de Vries de bijnaam "de stofjas".